# Gilgal (kibboets)
Gilgal (Hebreeuws: גִּלְגָּל) is een kibboets en Israëlische nederzetting op de Westelijke Jordaanoever. De kibboets maakt deel uit van de regionale raad Bik'at HaYarden. De Verenigde Naties bestempelen Israëlische nederzettingen als illegaal; Israël bestrijdt deze opvatting.

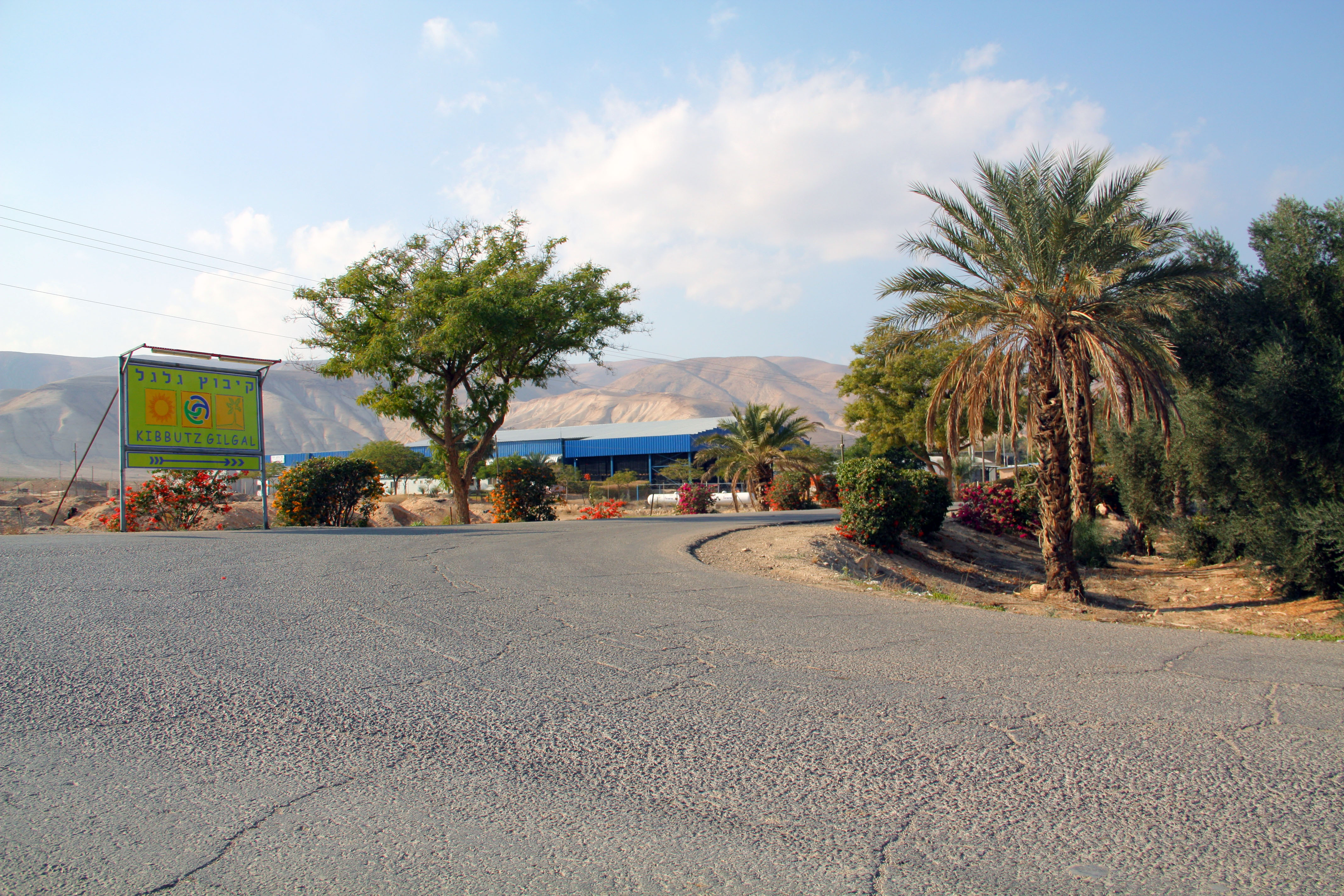
Gilgal